# Andrzej Szczypkowski
Andrzej Szczypkowski (ur. 10 listopada 1971 w Oleśnicy) – polski piłkarz grający na pozycji pomocnika.
Karierę piłkarską rozpoczynał jako zawodnik Pogoni Oleśnica. Przeszedł później do Ślęzy Wrocław, a po roku wrócił do oleśnickiego MKS-u. Od 1995 roku grał w barwach Zagłębia Lubin, z epizodem w Odrze Opole w sezonie 2000/2001. 19 lutego 2008 poinformował o zakończeniu kariery, ale obecnie gra w III-ligowej Pogoni Oleśnica.
W I lidze zadebiutował 29 lipca 1995 roku w przegranym 0:1 meczu pomiędzy Zagłębiem Lubin a Legią Warszawa. W ekstraklasie strzelił 17 bramek.
Był zatrudniony jako trener w swoim lokalnym klubie Pogoń Oleśnica do 2013 roku.